# Sophie Roessler
Sophie Marlene Roessler (født 30. september 1996 i Slagelse) er en dansk/tysk atlet, opvokset i Danmark, men tysk statsborger.
Sophie Roessler er medlem af Aabenraa IG, tidligere i AK Delta Slagelse og Odense Atletik/OGF. 
Hun var elev på Henriette Hørlücks Skole i Odense og bor nu i Aabenraa, hvor hun går på byens tyske gymnasium, Deutsches Gymnasium für Nordschleswig. Hun trænes af Poul Erik Beck.
Sophie Roessler er datter af kultursociologen Henning Eichberg og søster til komponisten Søren Nils Eichberg

## Danske mesterskaber
- Bronze 2011 Længdespring-inde 5,10

## Personlige rekord
- 100 meter: 12,44 Hvidovre, 2015
- 200 meter: 26,51 (+0.1) Odense Atletikstadion 27. juni 2010
- Længdespring: 5.67 Skive, 2015
- Trespring: 11.22 (+1.6) Sävedalen, Sverige 5. juni 2010 (DR-14-årige)
- Længdespring – inde: 5.37 Århus 24. januar 2010